# Heterophleps confusidor
Heterophleps confusidor là một loài bướm đêm trong họ Geometridae.